# Ludovic Panel
Ludovic Panel (geb. 15. Oktober 1887 in Rouen (Seine-Maritime); gest. 27. November 1952 in Paris) war ein französischer Komponist und Organist. Er war Schüler von Eugène Gigout an der École Niedermeyer und studierte später am Pariser Konservatorium bei Alexandre Guilmant. Er war Organist an Saint-Jacques in Dieppe (1913–1921), der Basilika Sacré-Cœur de Montmartre (1921–1943) und maître-de-chapelle von Saint-Martin-des-Champs (1943–1952). Nach dem Ersten Weltkrieg arbeitete er auch als Kinoorganist. Er komponierte hauptsächlich für sein Instrument.

## Werke (Auswahl)
- Choral-prélude en canon à l'octave & Fugue. In: Orgue et Liturgie, Band 23: Pièces funèbres.
- Cantilène
- 6 canons: pour grand orgue. Alphonse Leduc Editions Musicales. Paris.
- Prélude et fugue en si mineur
- Canzona (für Orgel)